# Pedro Pinto (Journalist)

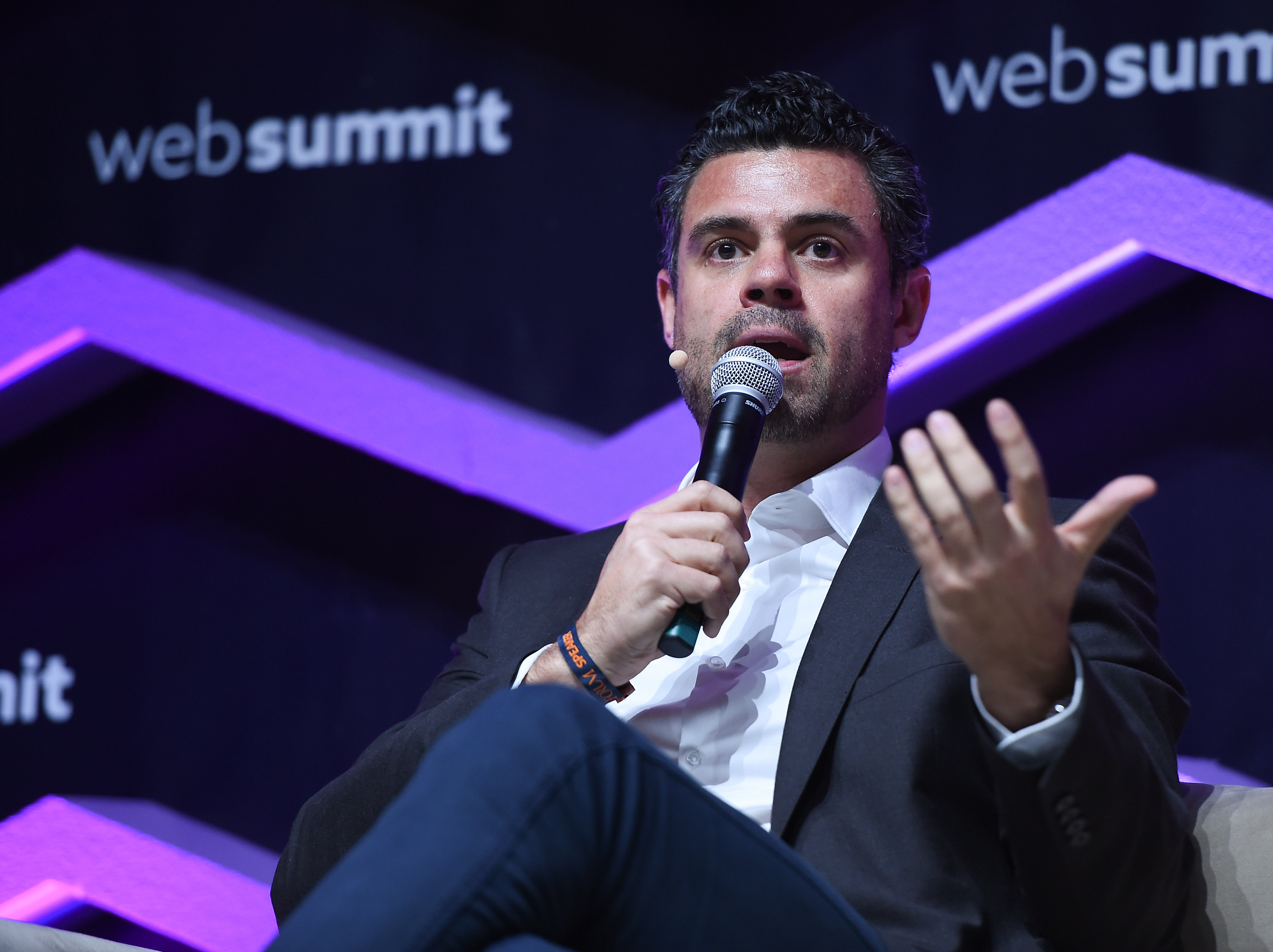
Pedro Pinto (2017)

Pedro Mendonça Pinto (* 28. Januar 1975 in Lissabon) ist ein portugiesisch-US-amerikanischer Journalist, Moderator und Kommunikationsexperte. Er ist Gründer und Geschäftsführer der Sportkommunikationsagentur Empower Sports. Zuvor war er von 2014 bis 2018 Kommunikationsdirektor der UEFA. Außerdem arbeitete Pinto davor über zehn Jahre lang als Sportmoderator und -reporter bei CNN International in Atlanta und London und berichtete von allen großen Sportereignissen weltweit.
Am 30. November 2019 moderierte Pinto zusammen mit der rumänischen Fernsehmoderatorin Corina Caragea die Auslosung der Gruppen für die Fußball-Europameisterschaft 2021 im Complexul Expozițional ROMEXPO in Bukarest. Vier Jahre später, am 2. Dezember 2023, moderierte Pinto zusammen mit Esther Sedlaczek die Auslosung der Gruppen für die Europameisterschaft 2024 in der Elbphilharmonie in Hamburg.